# Glenn Medeiros
Glenn Allan Medeiros (Lihue, Hawái, 24 de junio de 1970) es un cantautor estadounidense. Desde 2017 ha sido director ejecutivo de St. Louis School, una escuela católica para varones en Honolulu Oahu.

## Carrera
Consiguió su fama internacional con la balada "Nothing's Gonna Change My Love For You", compuesta por Gerry Goffin y Michael Masser. Esta canción llegó al número 1 en Canadá y el Reino Unido. También encabezó las listas de éxitos en otros cuatro países de Europa en 1987.
En 1989 participó en la tercera parte de Karate Kid, apareciendo incluso en la película y componiendo parte de los arreglos musicales junto a Elizabeth Wolfgramm.
Trabajó en dúos con Ray Parker Jr. y con  Bobby Brown en el sencillo número 1 "She Ain't Worth It" de 1990.Después de ese hit, no tuvo el mismo éxito.
En 1992, Medeiros grabó un dueto con Thomas Anders (de Modern Talking) titulado "Standing Alone". 
A mediados de la década de 1990, Medeiros abandonó su carrera musical.
Asistió a Leeward Community College y se transfirió a la Universidad de Hawái - West Oahu, donde recibió su licenciatura. Se graduó de la Universidad de Phoenix con una maestría en educación primaria en el 2003.
En julio de 2015, Medeiros fue nombrado director de St. Louis School, una escuela católica (Orden Marianista) (K-12) para varones en Honolulu Oahu, donde ha sido su director ejecutivo desde 2017.

## Discografía

### Álbumes
- Glenn Medeiros (1987)
- Not Me (1988)
- Nothing's Gonna Change My Love for You (reedición del primer álbum de 1987) (1989)
- Glenn Medeiros (1990)
- It's Alright To Love (1993)
- The Glenn Medeiros Christmas Album (1993)
- Sweet Island Music (1995)
- Captured (1999)
- Me (2003)
- With Aloha (2005)
- Aloha from Paradise (con varios artistas) (2007)

### Sencillos
| Año  | Canción                                       | US Hot 100 | US A.C. | US R&B | UK singles | Álbum                 |
| ---- | --------------------------------------------- | ---------- | ------- | ------ | ---------- | --------------------- |
| 1987 | "Nothing's Gonna Change My Love for You"      | 12         | 4       | -      | 1          | Glenn Medeiros        |
| 1987 | "Lonely Won't Leave Me Alone"                 | 67         | -       | -      | -          | Glenn Medeiros        |
| 1987 | "Watching Over You"                           | 80         | -       | -      | -          | Glenn Mederios        |
| 1988 | "Long And Lasting Love"                       | 68         | -       | -      | 42         | Not Me                |
| 1990 | "She Ain't Worth It" (con Bobby Brown)        | 1          | -       | 43     | 12         | Glenn Medeiros (1990) |
| 1990 | "All I'm Missing Is You" (con Ray Parker Jr.) | 32         | -       | -      | -          | Glenn Medeiros (1990) |
| 1990 | "Me-U=Blue"                                   | 78         | -       | -      | -          | Glenn Medeiros (1990) |